# Fuad Alasgarov
Pour les articles homonymes, voir Alasgarov.
Fuad Alasgarov, en azéri : Fuad Murtuz oğlu Ələsgərov; né 14 mai 1959, est l'assistant du président chargé du travail avec les organes chargés de l'application des lois et les questions militaires, chef du département et a le rang de conseiller d'État au premier degré[Où ?].

## Biographie
Fuad Alasgarov est né le 14 mai 1959 à Bakou. Il est diplômé de l'école secondaire no 20 avec la médaille d'or à Bakou, et a étudié à la faculté de droit de l'Université d'État d'Azerbaïdjan (prédécesseur de l'Université d'État de Bakou) et a obtenu son diplôme de la même faculté avec distinction en 1981.
Entre les années 1981 et 1984, il a travaillé comme conseiller au département du notaire et au bureau d'enregistrement du ministère de la Justice de la République socialiste soviétique d'Azerbaïdjan. En 1984, il a travaillé comme conseiller au Département des autorités judiciaires du même ministère.
Jusqu'en 1987, il a travaillé comme conseiller principal au Département de la surveillance et de l'inspection de l'exécution au ministère de la Justice. De 1987 à 1990, il a travaillé comme juge au tribunal populaire du district de Suraxanı à Bakou et comme membre de la Cour suprême d'Azerbaïdjan entre 1990 et 1994. Il a été nommé chef du département juridique de l’Administration présidentielle de la République d’Azerbaïdjan en 1994 avec l’ordre présidentiel. Plus tard, il a été nommé chef du travail avec les agences d'État chargées des forces de l'ordre de l'administration présidentielle en 1998 et a occupé ce poste jusqu'en 2017.
Le 31 mai 2017, il a été nommé assistant du président sur le travail avec les agences d'État chargées des forces de l'ordre et les questions militaires et chef du département sur le travail avec les organes chargés de l'application des lois et les questions militaires de l'administration présidentielle.
Il est également membre de plusieurs commissions d'État et organes collégiaux. Il est actuellement membre de la Commission sur la lutte contre la corruption de la République d'Azerbaïdjan, du Conseil judiciaire et juridique de la République d'Azerbaïdjan, de la Commission sur les questions de grâce sous le président de la République d'Azerbaïdjan et de la Commission sur les questions de citoyenneté sous le président de la République d'Azerbaïdjan.

## Adhésions
Fuad Alasgarov est membre de plusieurs commissions d'État et organes collégiaux, notamment:
- Commission d'État d'Azerbaïdjan pour la lutte contre l'abus et le trafic de drogues illicites

- Commission d'État sur les réformes du système d'administration publique d'Azerbaïdjan

- Commission sur les questions de citoyenneté sous la présidence de l'Azerbaïdjan

- Commission de lutte contre la corruption de l'Azerbaïdjan

- Conseil judiciaire et juridique d'Azerbaïdjan

- Commission d'État d'Azerbaïdjan sur la coopération avec l'Union européenne

- Commission des grâces sous le président de l'Azerbaïdjan

- Commission centrale d'experts sur l'expertise documentaire et le travail d'archivage à l'administration présidentielle de l'Azerbaïdjan[6]

## Prix
Il est récompensé par «Avocat honoré» pour ses services rendus à l'élaboration de la législation de la République d'Azerbaïdjan avec une ordonnance présidentielle datée du 22 juin 2010.

## Famille
Il est le fils aîné du professeur Dr. Murtuz Alasgarov qui a été président de l'Assemblée nationale d'Azerbaïdjan de 1996 à 2005.